# Cristoforo Pezzini
Cristoforo Pezzini (Iglesias, 7 marzo 1892 – Bergamo, 7 febbraio 1987) è stato un politico italiano.
Nativo di Iglesias in Sardegna, ha sempre vissuto in Lombardia precisamente a Bergamo. Esponente del PPI a Bergamo e direttore del periodico "L'Idea popolare" fu un perseguitato politico antifascista, durante la Resistenza è attivo a Bergamo e a Milano. Fu redattore de “L’Eco di Bergamo” dal 1920 al 1923. È stato membro del CLN provinciale di Bergamo nel 1943-44, membro del comitato regionale lombardo clandestino della Dc. Organizzatore delle brigate del popolo, fu vicecommissario regionale per la Lombardia. Nel dopoguerra è stato segretario bergamasco della DC dal 1945 al 1948 (nel partito è anche membro della giunta regionale lombarda e del consiglio nazionale dal 1946 al 1948). Senatore dal 1948 al 1968 per quattro legislature, ricoprì a livello nazionale gli incarichi di presidente della X commissione legislativa permanente lavoro e previdenza sociale; fu vicepresidente della commissione parlamentare d'inchiesta sulle condizioni dei lavoratori nelle aziende; sottosegretario al lavoro e alla previdenza sociale e sottosegretario al bilancio. È consigliere dell'Istituto dal 1971 al 1986.